# Sawwacjusz (Antonow)
Sawwacjusz, imię świeckie Siergiej Antonow (ur. 1 września 1968 w Czeboksarach) – rosyjski biskup prawosławny.

## Życiorys
Urodził się w rodzinie kapłana prawosławnego. Po ukończeniu szkoły średniej i odbyciu zasadniczej służby wojskowej, 20 sierpnia 1989, złożył wieczyste śluby zakonne przed arcybiskupem czeboksarskim i czuwaskim Barnabą, przyjmując imię zakonne Sawwacjusz na cześć świętego mnicha Sawwacjusza Sołowieckiego. Ten sam duchowny wyświęcił go 27 sierpnia tego samego roku na hierodiakona, zaś 22 października 1989 na hieromnicha. Od 1 listopada 1989 służył w soborze Wprowadzenia Matki Bożej do Świątyni w Czeboksarach. 30 lipca 1993 został wyznaczony na przełożonego monasteru Trójcy Świętej w Czeboksarach, otrzymując równocześnie godność ihumena. W tym samym roku ukończył seminarium duchowne w Moskwie.
W 1996 otrzymał godność archimandryty. W 2004 ukończył wyższe studia teologiczne w Moskiewskiej Akademii Duchownej. 30 stycznia 2005 w soborze Chrystusa Zbawiciela w Moskwie miała miejsce jego chirotonia na biskupa ałatyrskiego, biskupa eparchii czeboksarskiej, w której jako główny konsekrator wziął udział patriarcha moskiewski i całej Rusi Aleksy II.
10 października 2009 powierzono mu kierowanie nowo powstałą eparchią ułan-udeńską. W 2014 otrzymał godność arcybiskupa. Rok później otrzymał godność metropolity.
W 2020 r. Święty Synod Rosyjskiego Kościoła Prawosławnego mianował go metropolitą czeboksarskim i czuwaskim, a równocześnie zwierzchnikiem metropolii czuwaskiej.